# Bitwa pod Kaługą
Bitwa pod Kaługą – walki toczące się w okolicach Kaługi na przestrzeni kilku miesięcy.
Walki zaczęły się od wysłania przez hetmana Jana Karola Chodkiewicza spod Dorohobuża oddziału lisowczyków pod dowództwem Stanisława Czaplińskiego, w stronę Kaługi.
Na początku lisowczycy zajęli Mieszczowsk, gdzie pojmali wojewodę Istomę Kasitskiego i odesłali go do królewicza Władysława. Następnie szturmem zdobyto Kozielsk, gdzie Czapliński urządził swoją kwaterę główną, z której wysyłał liczne podjazdy pod inne miasta. Kwatera główna znajdował się tym samym około 60 km na południowy zachód od Kaługi. Jako, że Kaługa była ważnym strategicznie punktem, gdyż zagradzała drogę do Moskwy od strony południowo-zachodniej, to Rosjanie nie zamierzali jej odpuścić i zaczęli szykować się do zdecydowanej obrony. Do Kaługi wysłany został Dmitrij Pożarski, który miał zorganizować obronę. Początkowo dysponował siłami nieco ponad tysiąca osób, jednak na skutek dobrze poprowadzonej mobilizacji jego siły ostatecznie zwiększyły się do 6000 osób.
Chodkiewicz w celu wzmocnienia lisowczyków, wysłał im na pomoc pod Kaługę, dwie chorągwie husarskie, i jedną rajtarską (łącznie 400 koni) pod dowództwem Piotra Opalińskiego.
Opaliński postawił pod Towarkowem silny ostróżek, skąd wysyłał swoich ludzi na kolejne łupieżcze wyprawy. Niedługo później przybyła do niego kolejna chorągiew husarii i oddział polskiej piechoty.
W grudniu 1617 roku Opaliński i Czapliński wywabili podstępnie część sił nieprzyjaciela z Kaługi i stoczyli z nimi zwycięski pojedynek pod Monasterem Ławrientiejewskim. Straty Rosjan w tym pojedynku wyniosły ponad 100 zabitych i ponad 50 wziętych do niewoli.
W styczniu 1618 roku kniaź Dmitrij wysłał 800 jazdy i 400 piechoty pod wodzą Romana Biegiczewa z zadaniem zbudowania ostróżka między Borowskiem, a Kaługą, naprzeciw stanowiska Opalińskiego. Podczas wznoszenia fortyfikacji Rosjanie zostali zaatakowani oddziały husarii, rajtarów i piechoty. Po krótkiej, ale zaciętej potyczce straty polskie przedstawiały się w postaci 12 zabitych osób i 20 koni, natomiast straty rosyjskie zamknęły się w liczbie 40 zabitych (w tym dowódca). Pomimo większych strat Rosjanom udało się odeprzeć Polaków i dokończyć budowę ostróżka.
W marcu 1618 roku kniaź Dmitrij wyprawił na zwiady 120 ludzi pod wodzą kozackiego rozbójnika Pieczonki. Dowiedział się o tym jednak odpowiednio wcześnie rotmistrz Ramułt, który ruszył w pościg i zaskoczył połowę oddziału przeciwnika. Tylko 3 Rosjanom z około 60, udało się wyjść z tej potyczki żywo. Po stronie polskiej polegał rotmistrz Ramułt, trafiony kulą muszkietową w głowę.
W tym samym miesiącu Pożarski wysłał 100 jazdy na gościniec kozielski, w celach zwiadowczych. I tym razem Rosjanom nie dopisało szczęście, gdyż zostali rozbici przez pułkownika Czaplińskiego.
Pod koniec kwietnia Pożarski wraz z około 1500 żołnierzy, wyruszył z Kaługi do ostróżka pod Towarkowem, gdzie znajdował się Opaliński wraz ze swoim pułkiem. Rosjanie zamierzali zdobyć ostróżek, jednak zostali jeszcze zaskoczeni przed Towarkowem przez lisowczyków, którzy zaczęli ich ostrzeliwać. Po półtoragodzinnej wymianie ognia, Rosjanie rozpoczęli odwrót.
W maju 1618 roku Opaliński wraz z ochotnikami ze swojego pułku i 4 chorągwiami lisowczyków dokonał wypadu na Kaługę. Kilkudziesięciu kawalerzystom udało się wpaść na posadę, czyli na przedmieście Kaługi. Podpalono 15 chałup.
Pożarski w odwecie wyruszył na nowy polski ostróżek zlokalizowany 5 mil od Towarkowa, którego broniły słabe siły. Trzy razy siły rosyjskie szturmowały gródek, tracąc przy tym około 50 ludzi. Ostatecznie jednak ostróżek został zdobyty, a Rosjanie wymordowali 20 hajduków Opalińskiego, biorąc resztę do niewoli.
Tym samym bezpośrednie zagrożenie dla Kaługi zostało tymczasowo zażegnane, a walki w tych okolicach na pewien czas ustały. Polacy jednak nadali kontrolowali położone kilkadziesiąt kilometrów na zachód od Kaługi ważne miejscowości takie jak Kozielsk i Mieszczowsk. W dodatku w leżącym w połowie drogi między Moskwą, a Kaługą, Możajsku toczyły się właśnie walki, które do końca lata 1618 roku zakończyły się polskim zwycięstwem. Tak, więc mimo udanej obrony Kaługi, ogólna sytuacja Rosji była nadal bardzo zła, a sama bitwa nie miała znaczącego wpływu na polskie zdolności wojskowe dotyczące dalszego prowadzenia wojny.